# Air Tindi
Air Tindi ist eine kanadische Regionalfluggesellschaft mit Sitz in Yellowknife, Nordwest-Territorien. Sie beschäftigt sich mit Linienflügen, Geschäftsflügen, Ambulanzflügen und Charterflügen nach Bedarf.
Der Name Tindi bedeutet „Der große See“ oder „Großer Sklavensee“ in der Mundart der ansässigen Tlicho.

## Geschichte

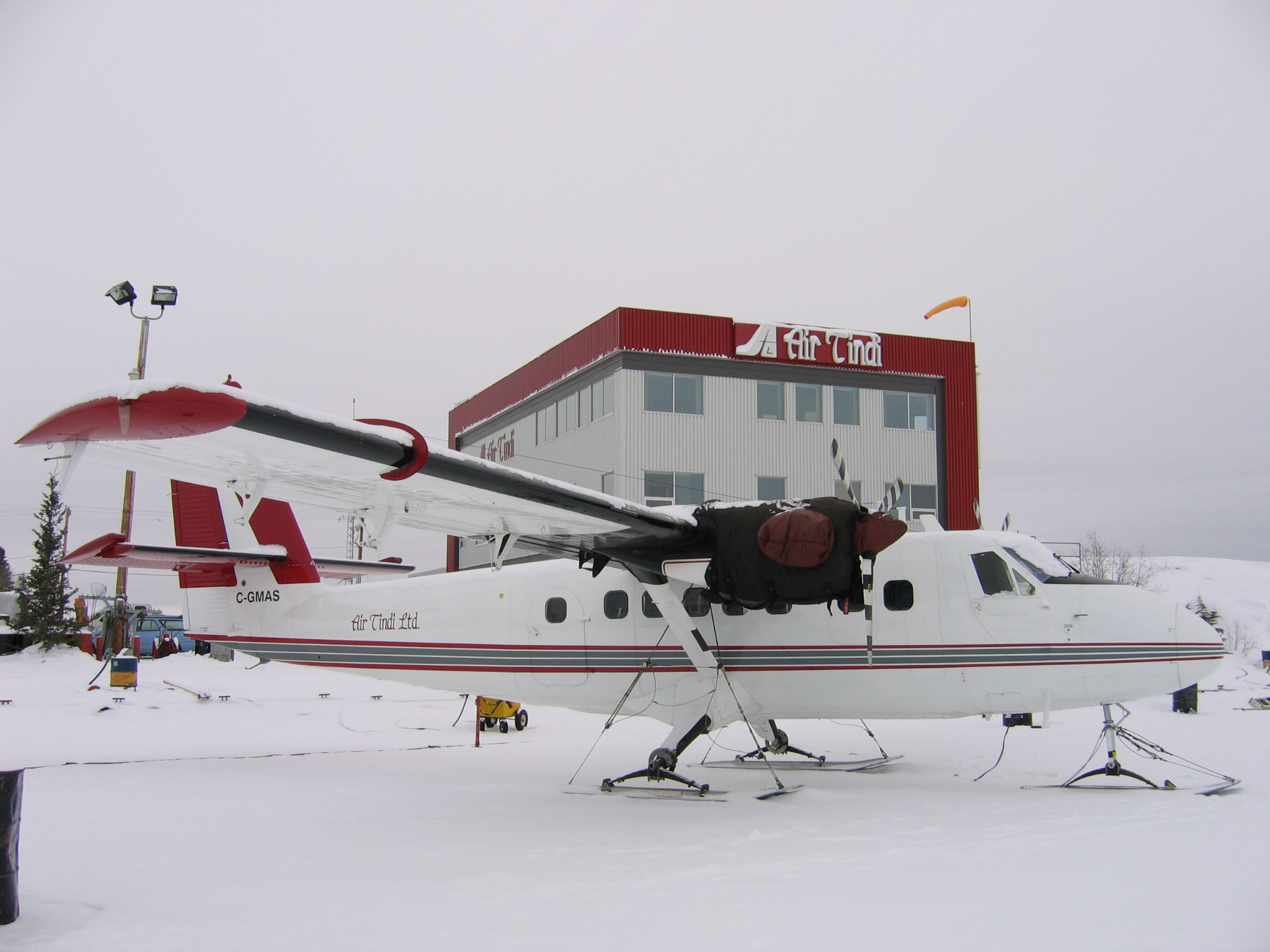
de Havilland Canada DHC-6 Twin Otter der Air Tindi

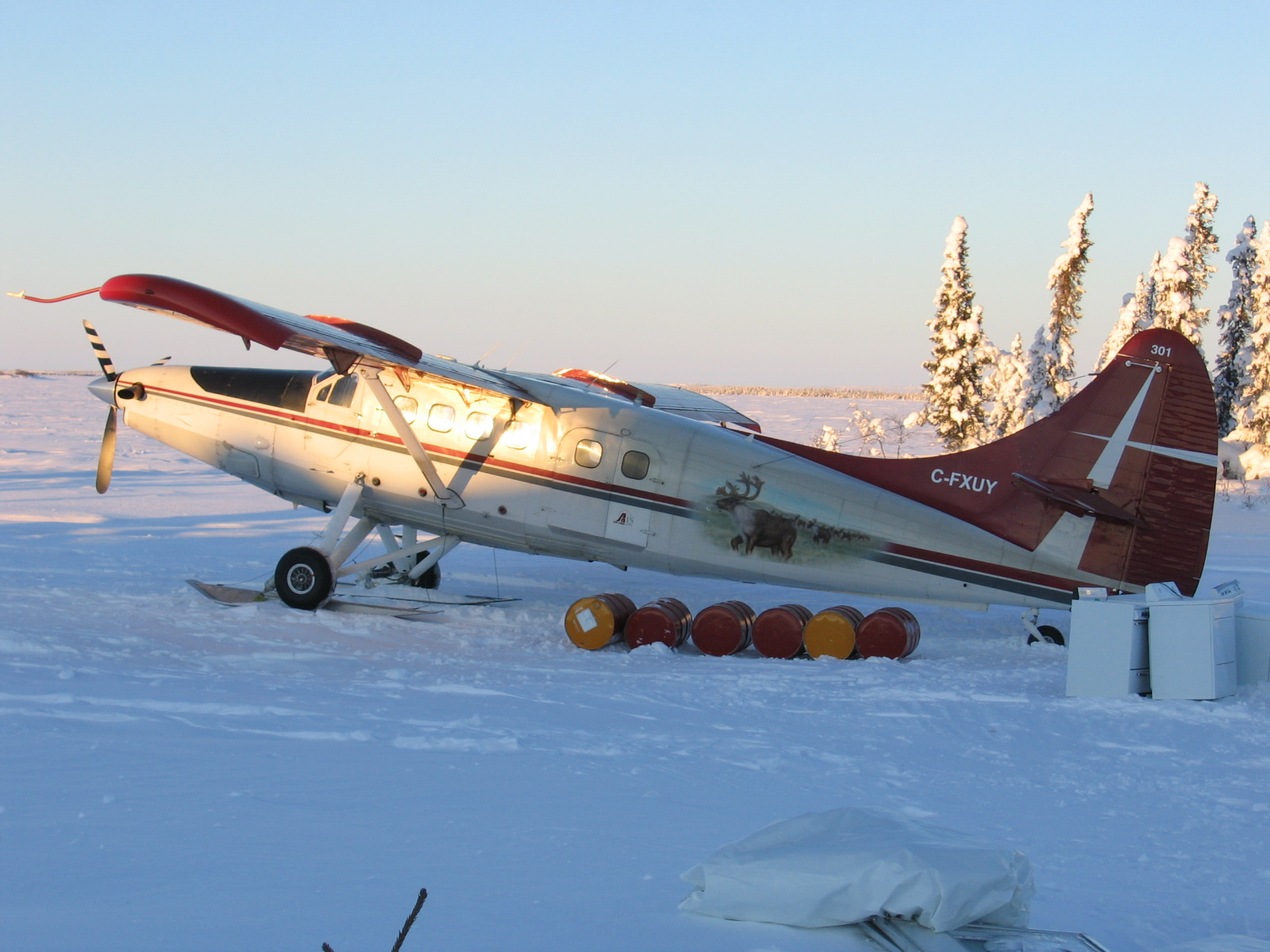
de Havilland Canada DHC-3 Turbo Otter der Air Tindi

Air Tindi wurde von der Arychuk Familie, die im Norden geboren und aufgewachsen sind, gegründet. Der Flugbetrieb begann am 1. November 1988 mit vier Maschinen und 8 Mitarbeitern in Yellowknife. Ursprünglich wurden Passagiere und Fracht zu den nördlich von Yellowknife gelegenen Gemeinden, Ferienhäusern und Lodges geflogen.
Seit 1992 ist Air Tindi der größte Betreiber von Schwimmerflugzeugen im nördlichen Kanada. Kunden sind unter anderem die kanadische Regierung, Territorium- und Provinzregierungen, die US-Regierung, Gruppen der Dogrib, Ferienresorts, Kanutouristen, Jäger und Trapper, sowie Sportteams.
Die Gesellschaft fliegt von zwei Plätzen in Yellowknife. Am Flughafen befindet sich ein Gebäudekomplex mit 3 Hangars, ein eigenes Linien- und Charterterminal und ein Frachtlagerhaus. Der Wasserflugplatz ist die Heimat der im Sommer mit Schwimmern ausgerüsteten Maschinen. Im Winter werden die Maschinen auf Gleitkufen umgerüstet. Die Wasserbasis dient zusätzlich als Unterkunft der Organisations-, Finanz- und Marketingabteilungen.
Am 19. Dezember 2006 wurde Air Tindi von der Discovery Air Inc, einer Handelsgesellschaft auf Aktien mit Sitz in London, Ontario, übernommen. Die ursprünglichen Besitzer behielten ihre Positionen bei Air Tindi.

## Flugziele
Air Tindi bedient von Yellowknife folgende Linienziele in Abhängigkeit vom Bedarf:
- Fort Simpson, Lutselk’e, Rae Lakes, Wekweeti, Behchoko, Wati (alle in den Nordwest-Territorien).
- Ekati Diamond Mine, Diavik Diamond Mine, Snap Lake Diamond Mine und Colomac Mine.

## Flotte

### Aktuelle Flotte

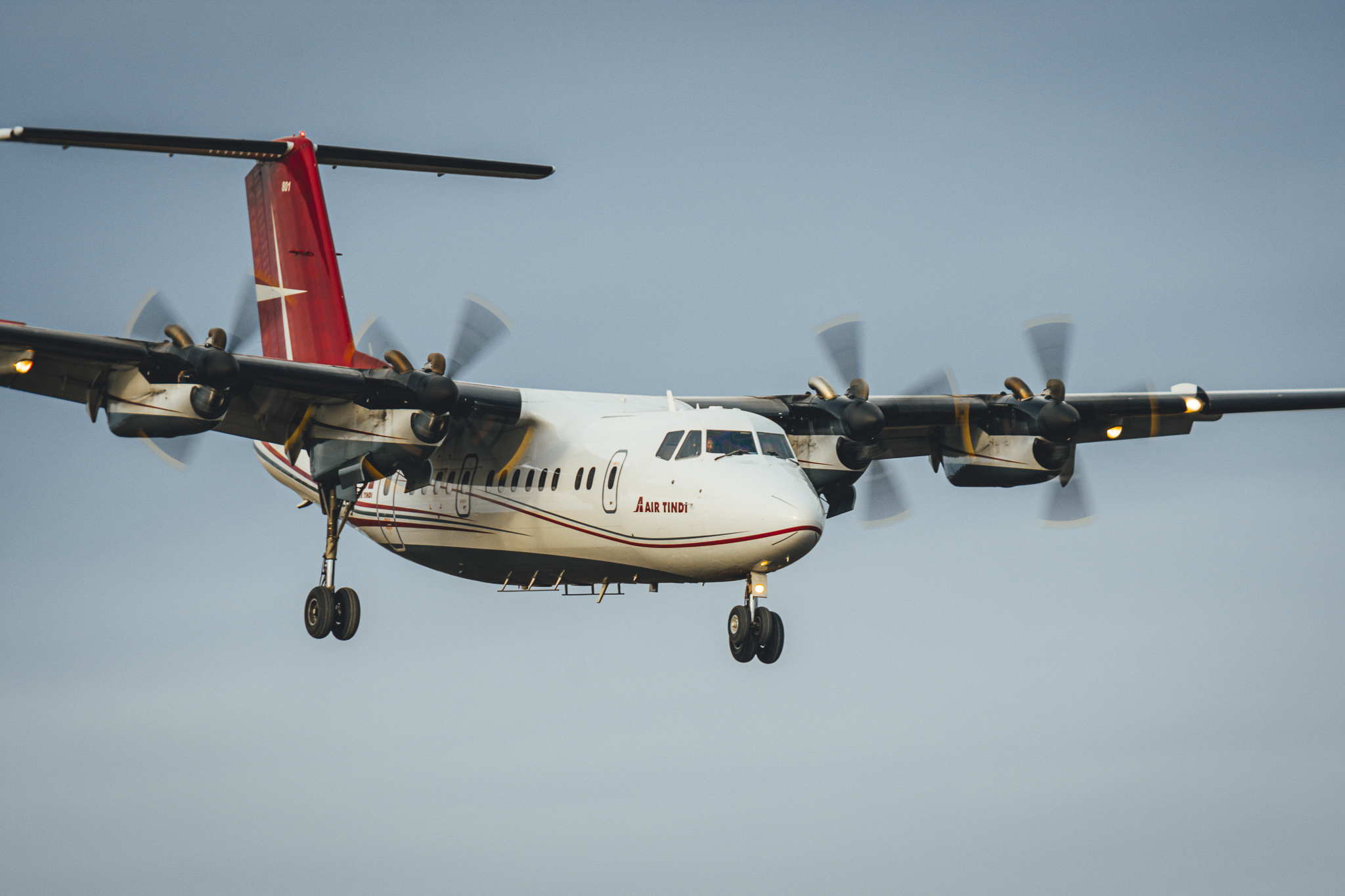
de Havilland Canada DHC-7 der Air Tindi, 2020

Mit Stand Februar 2023 besteht die Flotte der Air Tindi aus 17 Flugzeugen:
| Flugzeugtyp                              | aktiv | bestellt | Anmerkungen | Sitzplätze |
| ---------------------------------------- | ----- | -------- | ----------- | ---------- |
| King Air 250                             | 03    |          |             | 7–8        |
| Beechcraft King Air B200                 | 01    |          |             | 8–10       |
| Cessna 208B Super Cargomaster            | 01    |          |             | 14         |
| de Havilland Canada DHC-3 Otter          | 01    |          |             | 10–11      |
| de Havilland Canada DHC-6-200 Twin Otter | 01    |          |             | 19         |
| de Havilland Canada DHC-6-300 Twin Otter | 05    |          |             | 19         |
| de Havilland Canada DHC-7-300            | 05    |          |             | 50–54      |
| Gesamt                                   | 17    |          |             |            |

### Ehemalige Flugzeugtypen

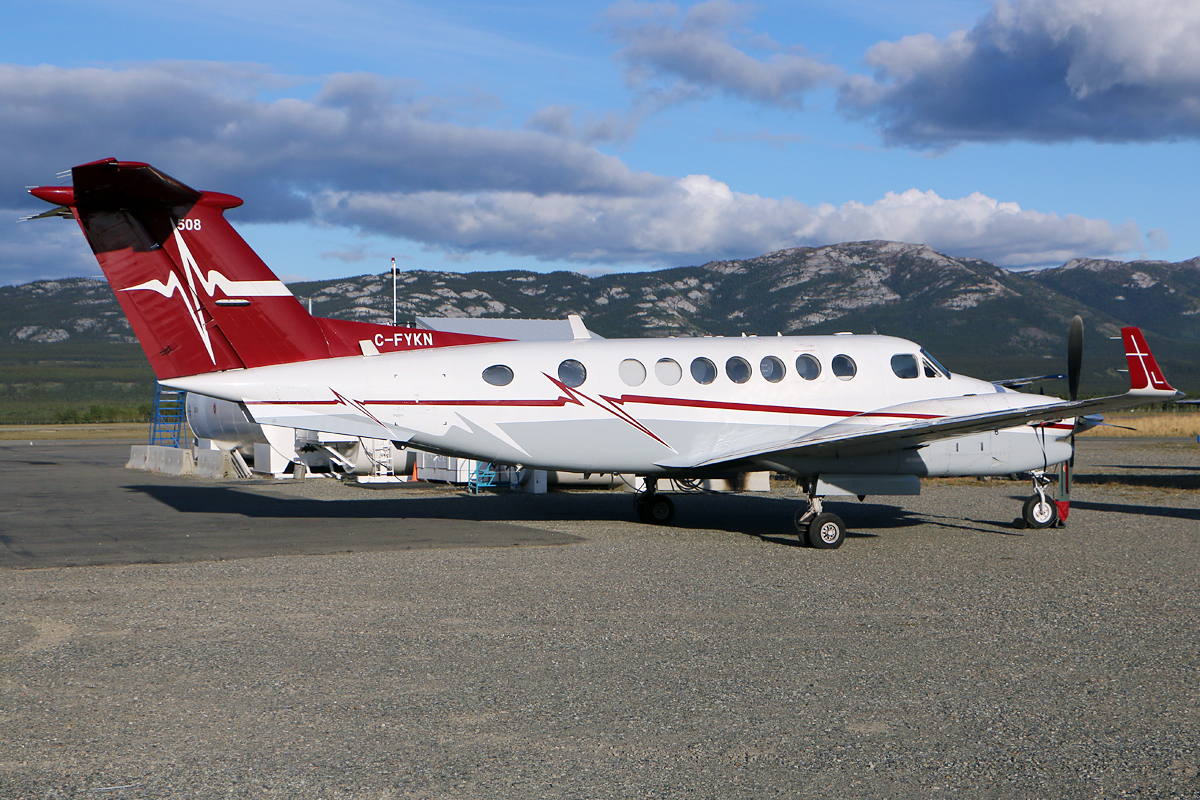
Beechcraft Super King Air 350 der Air Tindi, 2020

- Beechcraft King Air 200
- Beechcraft King Air 350
- Beechcraft 1900D
- Bombardier Challenger 600
- Cessna 208A Caravan
- Learjet 35A

## Zwischenfälle

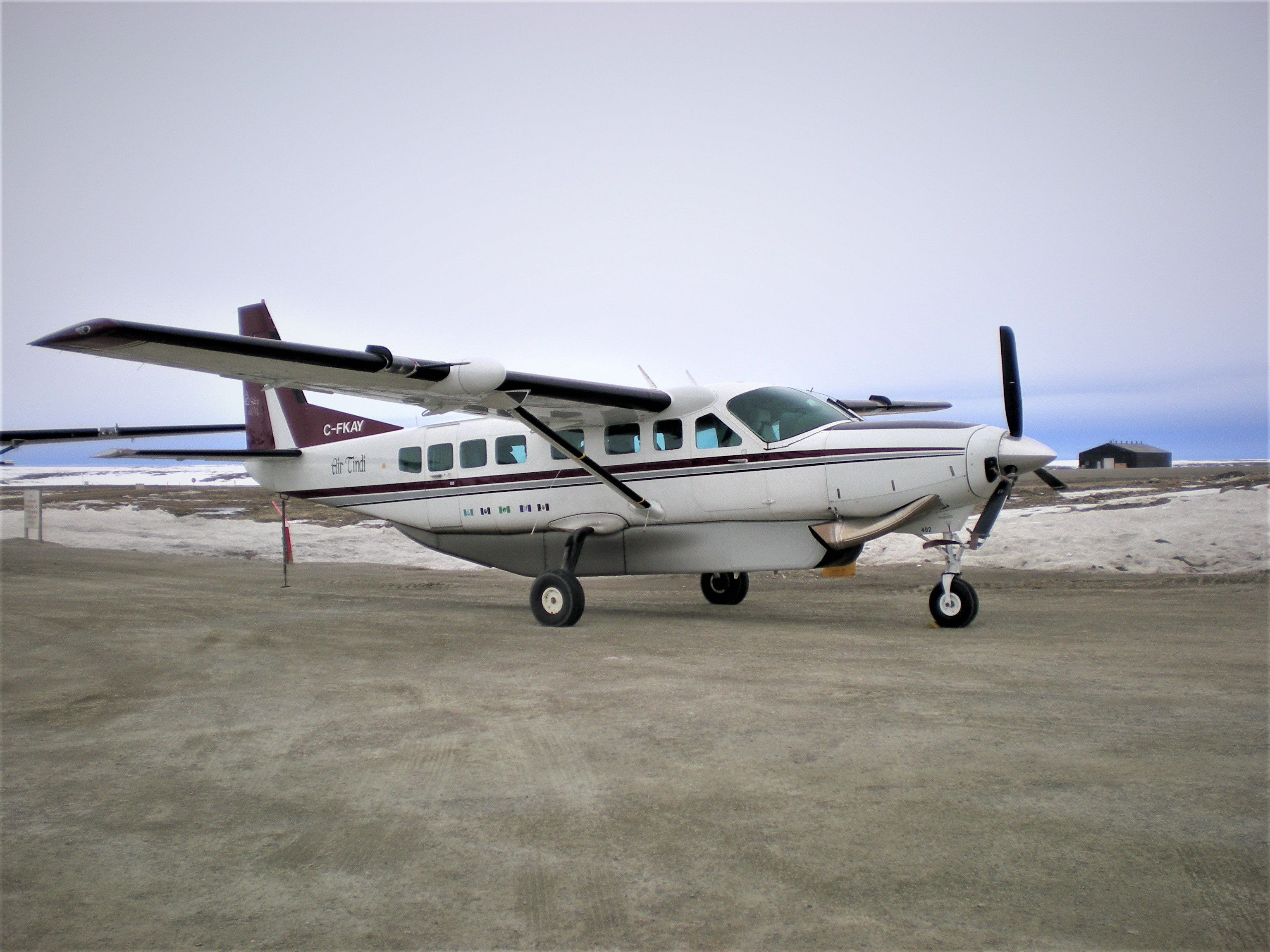
Eine Cessna 208B Grand Caravan 7 der Air Tindi, baugleich mit der 2011 verunglückten

- Am 4. Oktober 2011 wurde eine Cessna 208B Grand Caravan der Air Tindi (Luftfahrzeugkennzeichen C-GATV) nahe dem Großen Sklavensee in ansteigendes Gelände geflogen. Das Flugzeug befand sich auf dem Weg von Yellowknife nach Łutselk'e (Nordwest-Territorien) und wurde unter Sichtflugregeln geflogen. Aufgrund einer niedrigen Wolkendecke befand sich die Maschine während des gesamten Fluges nicht über einer Höhe von 200 Metern. Unfallursachen waren ein Controlled flight into terrain (CFIT) und Cannabinoide im Blut des Kapitäns. Von den vier Insassen kamen zwei ums Leben, der Kapitän und einer der Passagiere (siehe auch Air-Tindi-Flug 200).[3][4]

- Am 30. Januar 2019 stürzte eine Beechcraft 200 Super King Air der Air Tindi (C-GTUC) auf dem Flug 503 ab. Das Flugzeug befand sich auf dem Weg von Yellowknife nach Whatì. Beide Insassen starben.[5][6]